# Gnawa

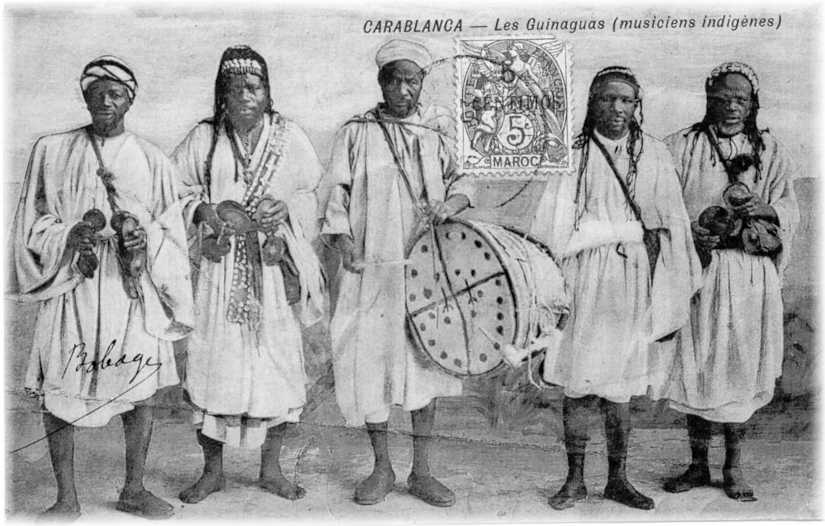
Historische afbeelding van de Gnawa.

Gnawa is een Marokkaanse soefi-orde.

## De stichter
Betreffende de stichter van de orde is weinig bekend. Zelf beschouwen de Gnawa zich als spirituele afstammelingen van Sidna Bilal, een van de gezellen van de profeet Mohammed. De familie van Sidna Bilal was afkomstig uit Ethiopië. Hij zelf was in slavernij geboren in Mekka.

## De orde
De term "Gnawa" slaat in de eerste plaats op de afstammelingen van slaven uit West-Afrika. Het woord is een verbastering van het Berberse ignawen, wat 'doofstomme mensen' betekent. De naam werd vroeger door Berberse gemeenschappen gegeven aan hun zwarte buurvolkeren die de Berberse taal niet spraken. 
Deze broederschap kan beschouwd worden als een samensmelting van de klassieke soefi-traditie en van animistische invloeden uit West-Afrika en van de Berbers. Door middel van hun muziek wekken zij een trance op die de naam heeft therapeutisch te werken. 
Tegenwoordig treden Gnawa-groepen regelmatig buiten Marokko op tijdens muziekfestivals in Europa en Noord-Amerika.

## Zaouïa
De Gnawa hebben slechts één officiële zaouïa te weten Sidna Boulal te Essaouira (Marokko). Wel worden de huizen van sommige bekendere Gnawa-soefi's in steden als Marrakesh, Tanger, Fez, Casablanca en Salé als zaouïa beschouwd. 
Tevens beschouwen de Gnawa, net als de Aâbid, de dadelpalmen genaamd "Lalla Mimouna" bij de Bab- el- Khemis te Taroudant (Zuid-Marokko) als zeer heilig.